# HD 131473
HD 131473 är en dubbelstjärna i Björnvaktarens stjärnbild. Den består av två underjättar, en gulvit och en gul stjärna.
Dubbelstjärnan har visuell magnitud +6,38 och är nätt och jämnt synlig för blotta ögat vid mycket god seeing.